# Воронцов, Семён Михайлович
Светлейший князь Семён Михайлович Воронцов (23 октября [4 ноября] 1823—6 [18] мая 1882) — генерал от инфантерии, участник Кавказских походов. Последний представитель Воронцовых по прямой мужской линии.

## Биография
Сын Кавказского наместника генерал-фельдмаршала Михаила Семёновича Воронцова от брака с Елизаветой Ксаверьевной урождённой графиней Браницкой, родился 23 октября (4 ноября) 1823 года в Одессе.
Образование получил в Одесском Ришельевском лицее, из которого выпущен в 1842 году с правом на чин XII класса и в том же году поступил на службу в Департамент внешних сношений Министерства иностранных дел. В 1845 году произведён в коллежские секретари и назначен в распоряжение своего отца, который тогда же получил должность наместника Кавказа.
С самого начала своего нахождения на Кавказе Воронцов-младший принимал участие в походах против горцев и в 1846 году за отличие в Даргинском походе был произведён в титулярные советники с пожалованием звания камер-юнкера.
2 октября 1847 года Воронцов перешёл из гражданской службы в военную, был зачислен штабс-капитаном в лейб-гвардии Преображенский полк и назначен флигель-адъютантом. В том же году он находился в делах под Гергебилем и Салтами и в начале 1848 года за отличие был награждён орденом св. Владимира 4-й степени с бантом. В кампании 1849 года он также действовал с отличием и был произведён в капитаны и почти сразу же в полковники, 6 октября награждён золотой полусаблей с надписью «За храбрость» и вслед за тем назначен командиром Куринского егерского полка.
1 февраля 1852 года Воронцов был удостоен ордена Святого Георгия 4-й степени (№ 8839 по кавалерскому списку Григоровича — Степанова)
В воздаяние за отличие, оказанное в Январе 1852 года, в делах против Горцев, состоявших под личным предводительством Шамиля.
1 октября 1852 года он был произведён в генерал-майоры с зачислением в Свиту Его Величества.

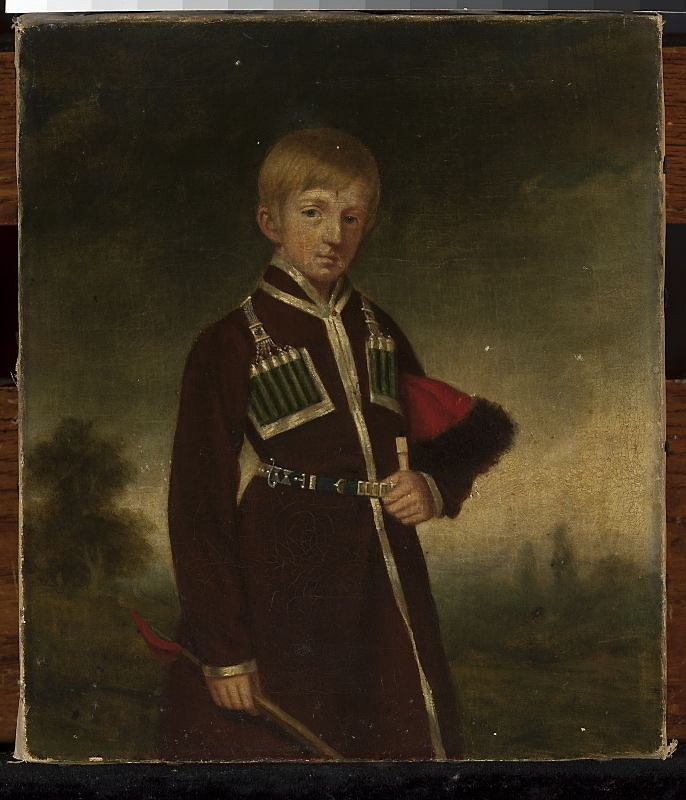
Портрет ок. 1840 г.

Во время Крымской войны Воронцов находился в рядах действующей армии и неоднократно принимал участие в делах с англо-французами под Севастополем, где был ранен; за отличие был награждён орденами Святого Станислава 1-й степени с мечами (в 1855 году) и Святого Владимира 3-й степени с мечами (в 1856 году); 6 декабря 1856 года назначен генерал-адъютантом.
17 апреля 1862 года Воронцов был произведён в генерал-лейтенанты; в 1865 году назначен одесским городским головой; в 1869 году получил орден Святой Анны 1-й степени с императорской короной и мечами; в 1870 году уволен в бессрочный отпуск с дозволением выехать за границу для лечения.
Вернувшись на службу в середине 1870-х годов, Воронцов был назначен командиром 10-го армейского корпуса, который во время русско-турецкой войны 1877—1878 годов находился в резерве действующей армии и стоял в Крыму, и в 1878 году произведён в генералы от инфантерии.
Скончался 6 (18) мая 1882 года в Санкт-Петербурге от воспаления печени и почек, похоронен в Александро-Невской Лавре.
Воронцов был первым президентом Одесского общества изящных искусств, кроме того он оказывал значительную поддержку археологическим изысканиям под Одессой.

## Награды
российские:
- Орден Святого Владимира 4 ст. с бантом (1848)[3]
- Золотая полусабля «За храбрость» (1849)
- Орден Святого Георгия 4 ст. (1852)
- Орден Святой Анны 2 ст. с мечами (1852)
- Орден Святого Станислава 1 ст. с мечами (1855)
- Орден Святого Владимира 3 ст. с мечами (1856)
- Орден Святой Анны 1 ст. с императорской короной (1869)
- Орден Святого Владимира 2 ст. (1874)
- Орден Белого Орла (1878)

иностранные:
- Персидский Орден Льва и Солнца 2 ст. (1846)
- Турецкий Нишан-Ифтихар 2 ст. (1847)
- Французский Орден Почетного Легиона (1881)

## Брак

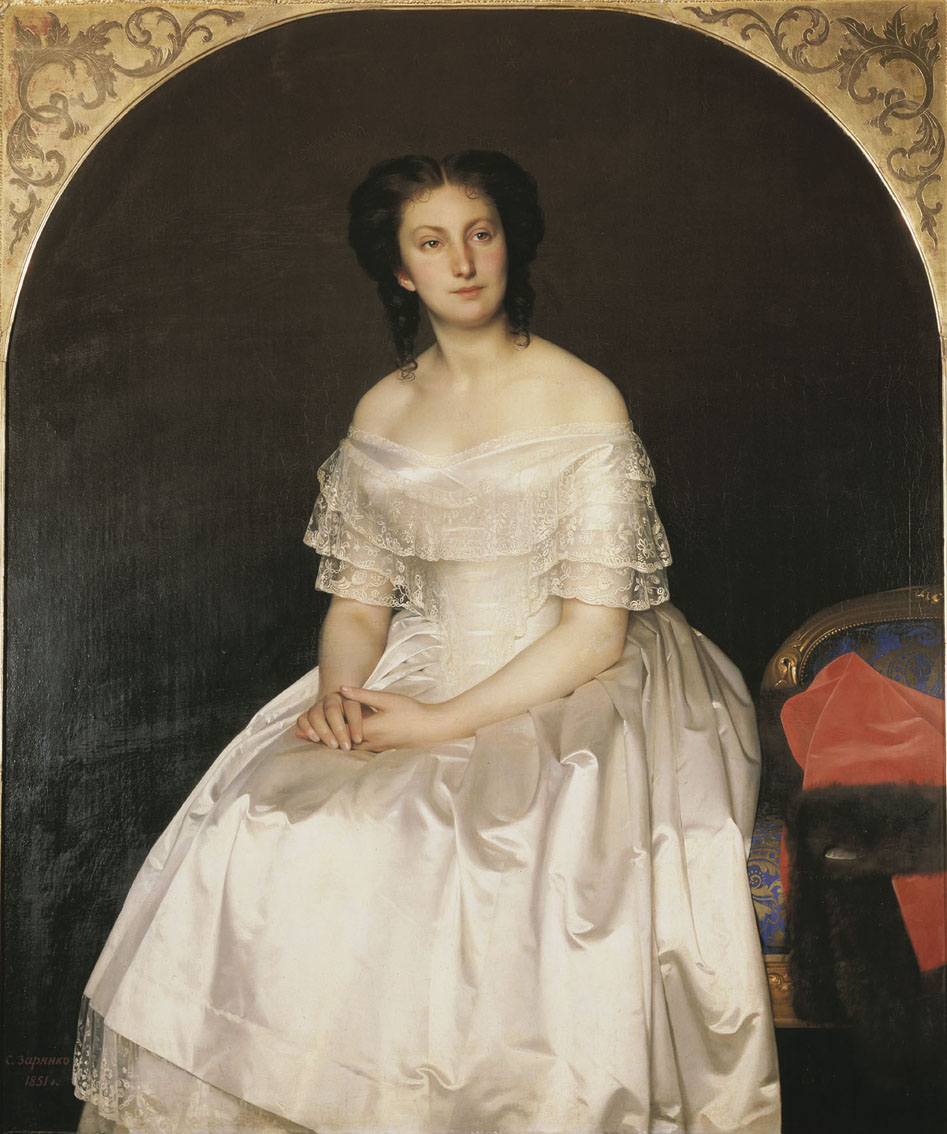
Мария Васильевна Воронцова

С 26 августа 1851 года был женат на Марии Васильевне Столыпиной, урождённой княжне Трубецкой (1819—1895), дочери князя Василия Сергеевича Трубецкого (1773—1841) и Софьи Андреевны Вейс (1795—1848), вдове Алексея Григорьевича Столыпина. Брак был встречен с неодобрением родителями Воронцова. Свадьба была в их роскошном дворце в Алупке. Фрейлина императрицы, Мария Васильевна, была известной петербургской красавицей, являла собой тип светской женщины-аристократки, в которой европейское щегольство сочеталось с истинно русским барством. При любых условиях она умела устроиться с комфортом. Её образ Лев Николаевич Толстой вывел в повести «Хаджи-Мурат». От первого брака у неё был сын Николай (1843—1898), которому домашние дали прозвище Булька. Так как второй брак был бездетен, на нём пресёкся род Воронцовых и титул был передан представителям женской линии рода. Дети Софьи Михайловны Воронцовой и её мужа — графа Андрея Павловича Шувалова носили титул князей Воронцовых — графов Шуваловых.